# Đặng Thanh Hương
Đặng Thanh Hương (bút danh là Thanh Hương) sinh năm 1939 tại Nghệ An là chính trị gia, nhà văn, nhà viết kịch Việt Nam, được tặng Giải thưởng Nhà nước về Văn học Nghệ thuật năm 2007. Bà được mệnh danh là kịch nữ số 1 của Việt Nam.

## Tiểu sử
Đặng Thanh Hương tên thật là Đặng Thị Xuân, sinh ngày 23 tháng 9 năm 1939 tại làng Đông Phái, xã Diễn Hoa, huyện Diễn Châu, tỉnh Nghệ An. Tốt nghiệp Đại học Tổng hợp Hà Nội, khoa Ngữ văn. Hội viên Hội Nhà văn Việt Nam (1985).
Thanh Hương đã từng tham gia Đoàn văn công Ty Văn hoá tỉnh Nghệ An, làm diễn viên và sáng tác kịch bản. Tốt nghiệp đại học chuyển về làm cán bộ biên tập, cán bộ sáng tác của Bộ Văn hoá. Đã trải qua các chức vụ: Uỷ viên Ban thư ký Hội Nghệ sĩ sân khấu Việt Nam (1989- 1994); Chánh văn phòng Hội Nghệ sĩ sân khấu Việt Nam (1990 - 1992); Uỷ viên Ban chấp hành Đảng uỷ khối Tư tưởng - Văn hoá Trung ương; Uỷ viên Ban chấp hành Trung ương Hội Phụ nữ Việt nam (1991- 1997); Đại biểu Quốc hội khoá 9, 10, Phó chủ nhiệm Uỷ ban Văn hoá giáo dục thanh thiếu niên và nhi đồng của Quốc hội khoá 9, 10.

## Sự nghiệp
Năm 1962, Thanh Hương đã là tác giả vở diễn của một đơn vị sân khấu chuyên nghiệp nổi tiếng, vở “Mùi hoa bưởi” của Đoàn Chèo Cổ Phong, Hà Tây. Thành công của “Mùi hoa bưởi” giúp Thanh Hương từ năm 23 tuổi đã được chuyển công tác về Vụ Nghệ thuật Bộ Văn hóa rồi Hội nghệ sĩ Sân khấu Việt Nam với tư cách một nhà viết kịch chuyên nghiệp.
Trong thời gian 30 năm sau đó, Thanh Hương đã có hơn 30 kịch bản được các đơn vị sân khấu nổi tiếng dàn dựng, thu hút người xem, ghi dấu ấn tại các kỳ liên hoan hội diễn. Các vở diễn: Đôi bạn, Tình xuyên đại dương (Nhà hát Kịch Trung ương), Ngôi sao ban ngày, Bản tình ca màu xanh, Thung lũng tình yêu, Đỉnh cao và vực thẳm, Đời người giấc mộng (Đoàn Kịch nói Hà Nội), Niềm hạnh phúc không tên (Đoàn Cải lương Kim Phụng), Vàng, Khi tình yêu lên tiếng (Đoàn Kịch nói Quảng Ninh), Bài ca người mẹ (Đài Tiếng nói Việt Nam), Mảnh đất hồi sinh (Đài Truyền hình Việt Nam) đã ghi đậm dấu ấn của Thanh Hương trong ký ức khán giả và đồng nghiệp sân khấu.
Trong sự nghiệp sáng tạo nghệ thuật bà đã có nhiều giải thưởng Giải thưởng Văn học Đài tiếng nói Việt Nam, Giải thưởng Kịch bản Văn học Bộ Văn hóa Thông tin và Hội Nghệ sĩ Sân khấu Việt Nam, Giải thưởng Văn học Công nhân, Bằng Lao động sáng tạo năm 1985, Giải thưởng Văn học Hạ Long năm 1985, Giải thưởng Văn học Hồ Gươm năm 1986, Giải thưởng kịch bản Văn học Hội Nghệ sĩ Sân khấu Việt Nam năm 1990, 2004, 2009 và Giải thưởng Văn học Nghệ thuật năm 2006 Ủy ban toàn quốc Liên hiệp Các hội Văn học nghệ thuật Việt Nam..., trong đó danh giá nhất là Giải thưởng Nhà nước về Văn học Nghệ thuật năm 2007. Chính từ những đóng góp to lớn ấy của bà cho nghệ thuật sân khấu Việt Nam nên bà được mệnh danh là kịch nữ số 1 của Việt Nam.
"Nếu sân khấu Việt Nam được vinh dự coi là một trong những loại hình nghệ thuật đi đầu, “cánh chim báo bão” của công cuộc đổi mới thì công lớn thuộc về ba vở kịch “Tôi và chúng ta” của Lưu Quang Vũ, “Mùa hè ở biển” của Xuân Trình và “Vàng” của Thanh Hương."

Năm 1992, Thanh Hương trúng cử đại biểu Quốc hội Khóa IX, từ một nhà viết kịch chuyên nghiệp chuyển sang làm chính khách chuyên nghiệp. Bà được bầu  làm Phó Chủ nhiệm Ủy ban Văn hóa, Giáo dục của Quốc hội khóa IX và khóa X.
Ngày 19-8-2017, tại Hà Nội, Hội Nhà văn Việt Nam phối hợp với Trung tâm Nghiên cứu bảo tồn và phát huy văn hóa dân tộc tổ chức tọa đàm “Nhà văn, nhà viết kịch Thanh Hương, cuộc đời và sự nghiệp”.

## Tác phẩm chính
Kịch:
- Đôi bạn
- Tình xuyên đại dương  (1991)
- Cái vuốt cọp (1970)
- Ngôi sao ban ngày (1972-1973)
- Bản tình ca màu xanh (1978)
- Thung lũng tình yêu (1980)
- Đỉnh cao và vực thẳm
- Đời người giấc mộng  (1996)
- Niềm hạnh phúc không tên
- Vàng (1985)
- Khi tình yêu lên tiếng  (1990)
- Bài ca người mẹ  (1995)
- Bông mai vàng (1995)
- Mảnh đất hồi sinh …

Tập truyện ký:
- Đi trong cuộc sống (NXB Hội Nhà văn)

Tập tiểu luận:
- Hành trang văn hóa (NXB Văn hóa Thông tin)

## Giải thưởng
- Giải thưởng Văn học Đài tiếng nói Việt Nam,
- Giải thưởng Kịch bản Văn học Bộ Văn hóa Thông tin và Hội Nghệ sĩ Sân khấu Việt Nam,
- Giải thưởng Văn học Công nhân,
- Bằng Lao động sáng tạo năm 1985,
- Giải thưởng Văn học Hạ Long năm 1985,
- Giải thưởng Văn học Hồ Gươm năm 1986,
- Giải thưởng kịch bản Văn học Hội Nghệ sĩ Sân khấu Việt Nam năm 1990, 2004, 2009
- Giải thưởng Văn học Nghệ thuật năm 2006 Ủy ban toàn quốc Liên hiệp Các hội Văn học nghệ thuật Việt Nam

## Vinh danh
- Giải thưởng Nhà nước về Văn học Nghệ thuật năm 2007